# Riccardo Moizo
Riccardo Moizo, italijanski general, * 1877, † 1962.